# Sonnenfinsternis vom 21. Juni 2039
Die ringförmige Sonnenfinsternis vom 21. Juni 2039 spielt sich größtenteils über
Nordamerika, Russland, Europa und dem westlichen Nordafrika, sowie der Arktis und dem Nordatlantik ab.
Das Maximum der Finsternis liegt auf der unbewohnten Kanadischen Insel Ellef Ringnes Island; die Dauer der Ringförmigkeit liegt dort bei 4 Minuten und 5 Sekunden. Die Finsternis gehört zum gleichen Saroszyklus, dem die 54 Jahre spätere ringförmige Sonnenfinsternis vom 23. Juli 2093 angehört, deren zentrale Zone über Norddeutschland führen wird.

## Verlauf
Die Zone der Ringförmigkeit beginnt bei Sonnenaufgang im Pazifik und zieht in nordwestliche Richtung zu den Aleuten mit den Inseln Unalaska und Unimak sowie über den weiteren US-Bundesstaat Alaska mit der Stadt Anchorage. Im Folgenden werden die kanadischen Territorien Yukon und Nunavut überquert. In der nördlichen Fortsetzung der Baffin Bay, dem Smithsund, welcher häufiger im Sommer mit Kreuzfahrtschiffen befahren wird, erreicht die Zone ihren nördlichsten Punkt und gelangt nach Grönland. Ohne weitere Landberührung wird der Nordatlantik überquert und die Küste Norwegens in der Nähe von Mo i Rana erreicht. In Schweden liegen die Städte Umeå, Sundsvall und Gävle innerhalb der ringförmigen Zone, Uppsala und Stockholm jedoch außerhalb. Der Südwestens Finnlands erlebt die Sonnenfinsternis bei tiefstehender Sonne, ebenso wie das gesamte Estland, große Teile Lettlands und der Nordosten Litauens. Bei Sonnenuntergang werden noch Belarus und Russland erreicht.

## Orte in der ringförmigen Zone
| Land     | Ort       | Dauer  | Uhrzeit (UT) | Bemerkung                            |
| -------- | --------- | ------ | ------------ | ------------------------------------ |
| USA      | Anchorage | 3m 40s | 16:24        |                                      |
| USA      | Fairbanks | 3m 47s | 16:31        |                                      |
| -        | Smithsund | 4m 4s  | 17:26        |                                      |
| Norwegen | Bodø      | 2m 41s | 18:05        |                                      |
| Norwegen | Mo i Rana | 3m 31s | 18:07        |                                      |
| Schweden | Umeå      | 2m 48s | 18:10        |                                      |
| Schweden | Östersund | 3m 20s | 18:12        |                                      |
| Schweden | Sundsvall | 3m 40s | 18:13        |                                      |
| Schweden | Gävle     | 2m 3s  | 18:16        |                                      |
| Finnland | Vaasa     | 2m 44s | 18:10        |                                      |
| Finnland | Tampere   | 3m 01s | 18:12        |                                      |
| Finnland | Turku     | 3m 45s | 18:14        |                                      |
| Finnland | Helsinki  | 3m 25s | 18:13        |                                      |
| Estland  | Tallinn   | 3m 41s | 18:15        |                                      |
| Lettland | Riga      | 2m 24s | 18:18        | Finsternis endet bei Sonnenuntergang |
| Belarus  | Wizebsk   | 3m 35s | 18:17        | Finsternis endet bei Sonnenuntergang |
| Russland | Pskow     | 3m 33s | 18:15        | Finsternis endet bei Sonnenuntergang |
| Russland | Smolensk  | 3m 40s | 18:16        | Finsternis endet bei Sonnenuntergang |

## Sichtbarkeit im deutschsprachigen Raum
Die Finsternis ist im deutschsprachigen Raum, als partielle Sonnenfinsternis, sichtbar. Im Süden Deutschlands sowie der Schweiz und Österreich geht die Sonne partiell verfinstert unter. Die größte Verfinsterung wird im Nordosten, in Sassnitz auf Rügen, mit fast 80 % Bedeckung erreicht. Die geringste Verfinsterung wird im Südwesten, in Zermatt im Schweizer Kanton Wallis, mit maximal zu 60 % Bedeckung erreicht.
| Land        | Ort               | Bedeckung | Bemerkung          |
| ----------- | ----------------- | --------- | ------------------ |
| Schweiz     | Bern              | 62 %      | [ Sichtbarkeit 1 ] |
| Schweiz     | Basel             | 63 %      | [ Sichtbarkeit 1 ] |
| Österreich  | Salzburg          | 68 %      | [ Sichtbarkeit 1 ] |
| Österreich  | Wien              | 72 %      | [ Sichtbarkeit 1 ] |
| Deutschland | München           | 67 %      | [ Sichtbarkeit 1 ] |
| Deutschland | Frankfurt am Main | 68 %      |                    |
| Deutschland | Berlin            | 76 %      |                    |
| Deutschland | Hamburg           | 75 %      |                    |

1. 1 2 3 4 5  Sonne geht partiell verfinstert unter.